# Regio's van Nieuw-Zeeland

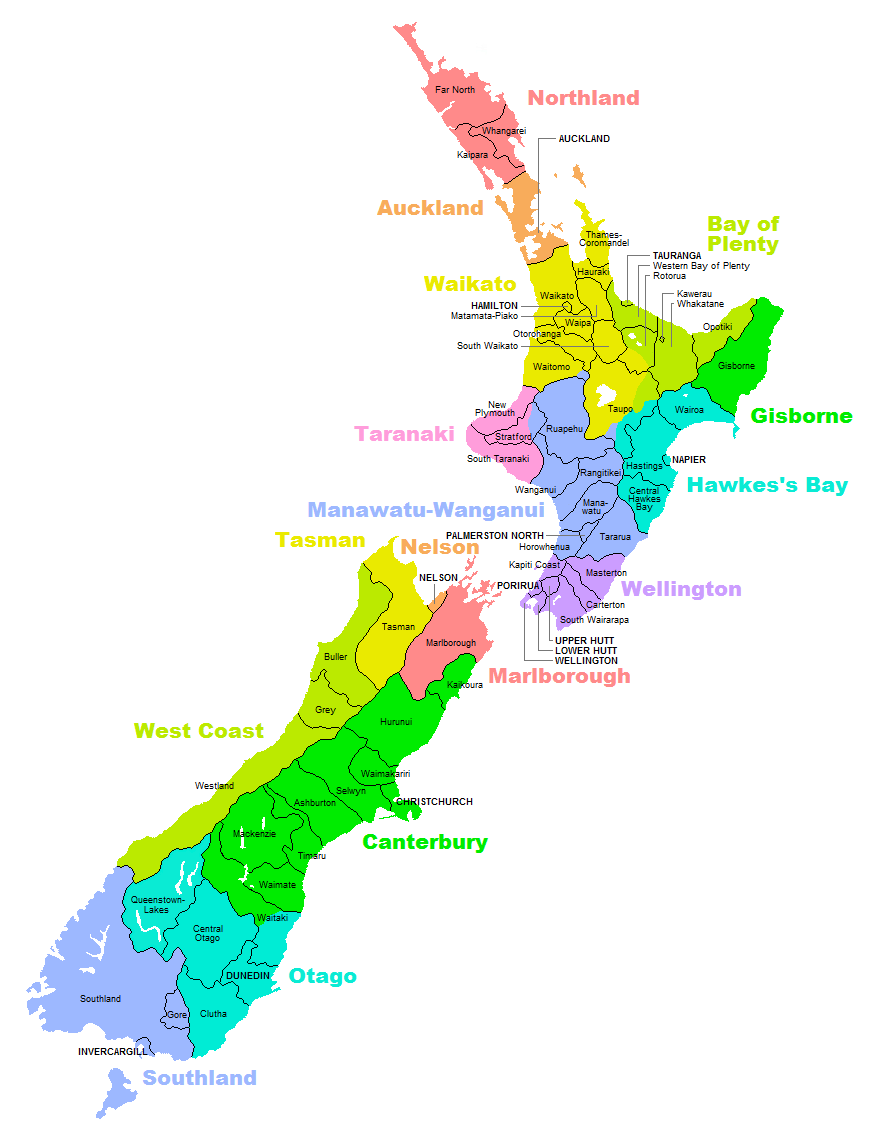
Kaart van de regio's en territoriale autoriteiten in Nieuw-Zeeland

Nieuw-Zeeland telt zestien regio's die verdeeld zijn over de twee eilanden.
Noordereiland
1. Northland
2. Auckland
3. Waikato
4. Bay of Plenty
5. Gisborne
6. Hawke's Bay
7. Taranaki
8. Manawatu-Wanganui
9. Wellington

Zuidereiland
1. Tasman
2. Nelson
3. Marlborough
4. West Coast
5. Canterbury
6. Otago
7. Southland (inclusief Stewarteiland)

De Chathameilanden maken geen deel uit van een regio, maar hebben toch enkele bevoegdheden van een regionaal bestuur.